# 施內比格諾克山

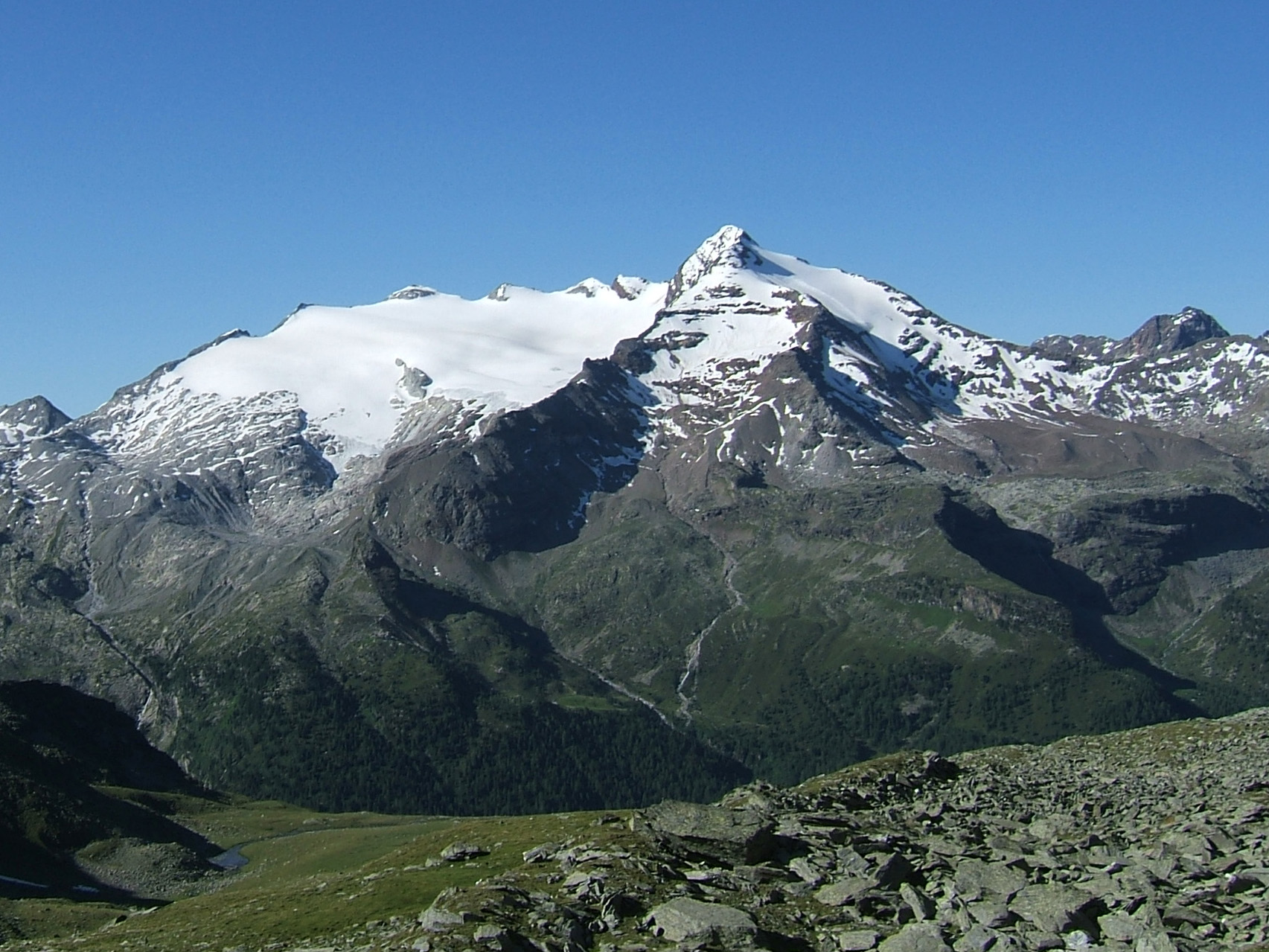

46°54′20″N 12°05′04″E / 46.90556°N 12.08444°E
施內比格諾克山（義大利語：Monte Nevoso），是意大利的山峰，位於該國北部，由博爾扎諾-南蒂羅爾自治省負責管轄，屬於里塞費納山脈的一部分，海拔高度3,358米，人類在1866年10月6日首次登頂。